# Яковицкая, Галина Евгеньевна
Галина Евгеньевна Яковицкая — учёный, российский геофизик, специалист в области геомеханики, доктор технических наук. Много лет научной деятельности посвятила прогнозированию горных ударов бесконтактным методом, основанным на регистрации и интерпретации сигналов электромагнитного излучения на различных стадиях разрушения горных пород, на основе этих исследований защитила кандидатскую и докторскую работы. На основе научных исследований разработано несколько вариантов приборов позволяющим проводить прогноз геодинамических проявлений горного давления бесконтактным методом, к которым относятся приборы РЭМИ, ИЭМИ-1. Такие способы прогнозирования горного давления являются неразрушающими, что позволяет быстро дать прогноз о локальном напряженно деформированном состоянии массива горных пород. Галина Евгеньевна является ведущим научным сотрудником в Институте горного дела им. В.А. Чинакала СО РАН. Результаты научных исследований по интерпретации сигналов электромагнитного излучения нашло применение в прогнозировании землетрясений, в системах контроля разрушений на основе электромагнитного излучения. Является автором более 5 авторских свидетельств и патентов на изобретение.

## Биография
Яковицкая Галина Евгеньевна родилась 1 мая 1940 г. Отец — Евгений Игнатьевич Яковицкий, участвовал в финской и Великой отечественной войне. Окончание Второй мировой войны встретил на Эльбе. В послевоенные годы работал главным инженером на одной из фабрик Новосибирска. Мать — Таисья Сергеевна Швыдков, работала журналистом, награждена медалью «За победу над Германией».
- 1959 год — поступила в Новосибирский электротехнический институт на факультет: «Радиотехники электроники и физики»[10];
- 1964 год — окончила Новосибирский электротехнический институт;
- 1964 год — поступила в Институт метрологии;
- с 1967 года — работает в Институте горного дела СО РАН[11] сначала в управляющих систем, затем в лаборатории механики горных пород;
- 1991 год — защитила кандидатскую диссертацию на тему: «Исследование спектральных характеристик и затухания сигналов электромагнитного излучения при разрушении горных пород»[12], научный руководитель М. В. Курленя;
- 2007 год — защитила докторскую диссертацию на тему: «Разработка метода и измерительных средств диагностики критических состояний горных пород на основе электромагнитной эмиссии»[13], научный руководитель В. Н. Опарин.

## Научная деятельность
Занимается разработкой методов прогнозирования геодинамических проявлений горного давления в подземных горных выработках. Галиной Евгеньевной совместно с рабочим коллективом сделан ряд важных научных открытий в решении проблемы прогноза горных ударов, такие как:
- Обнаружено изменение характера спектральной составляющей сигнала сопутствующего разрушению горных пород — показала в лабораторных условиях, что при разрушении горной породы возникает электромагнитное излучение, а также показала, что в процессе разрушения образцов горных пород, на разных стадиях разрушения спектр регистрируемого сигнала меняется от низкого диапазона частот к верхнему диапазону частот, а затем снова к низкочастотному диапазону[14]. Полученные результаты были заложены в исследование сигналов электромагнитного излучения в шахтах с помощью приборов РЭМИ[15]. Результаты исследований показали, что изучение спектральных характеристик сигнала сопутствующего процессу разрушения горных пород позволяет разрабатывать методы прогнозирования горных ударов.
- На разных стадиях разрушения горных пород меняется интенсивность электромагнитных импульсов — при приближении к стадии разрушения горной породы, увеличивается интенсивность электромагнитных импульсов[2][13][1] излучаемой горной породой.

На основе полученных результатов исследований получены новые методы прогнозирования геодинамических проявлений горного давления и разработаны устройства по прогнозированию горных ударов.